# Szomor
Szomor ist eine ungarische Gemeinde im Kreis Tatabánya im Komitat Komárom-Esztergom. Zur Gemeinde gehört der östlich gelegene Ortsteil Somodorpuszta.

## Geografische Lage
Szomor liegt 20 Kilometer östlich der Kreisstadt Tatabánya. Nachbargemeinden sind Gyermely im Westen und die Stadt Zsámbék, die sechs Kilometer südöstlich liegt.

## Geschichte
Die Gegend von Szomor war schon zur Zeit der Römer bewohnt. So wurde im 19. Jahrhundert im Ortsteil Somodorpuszta eine fast vollständige vierrädrige römische Kutsche gefunden, welche ins Ungarische Nationalmuseum gebracht wurde. Der Name der Siedlung wurde erstmals zur Zeit der Árpáden im 13. Jahrhundert erwähnt. Im Großen Türkenkrieg wurde der Ort zerstört und danach wieder aufgebaut.
Szomor ist ein ehemaliges deutsches Bauerndorf, etwa 7 km von Schambek entfernt und gehört zu den vier Dörfern im Komitat (Máriahalom, Leányvár und Környe), aus denen eine Vertreibung stattfand. 1945 waren von 900 Einwohnern etwa 30 Magyaren, der Rest  waren Deutsche. Etwa 650 Personen wurden am 12. April 1946 nach Deutschland vertrieben (Dachau, Schwäbisch Gemünd, Böblingen, Karlsruhe, Heidelberg).

## Sehenswürdigkeiten
- Kalvarienberg am Kakukk-hegy
- Nepomuki-Szent-János-Statue (Nepomuki Szent János-szobor), erschaffen 1807 (Spätbarock)
- Römisch-katholische Kirche Szent Mihály, erbaut nach 1759 (Barock)
- Römisch-katholische Friedhofskapelle Sarlós Boldogasszony, erbaut 1811 (Spätbarock)
- Schloss Kézdy-Vásárhelyi (Kézdy-Vásárhelyi-kastély)
- Weltkriegsdenkmäler (Világháborús emlékművek)

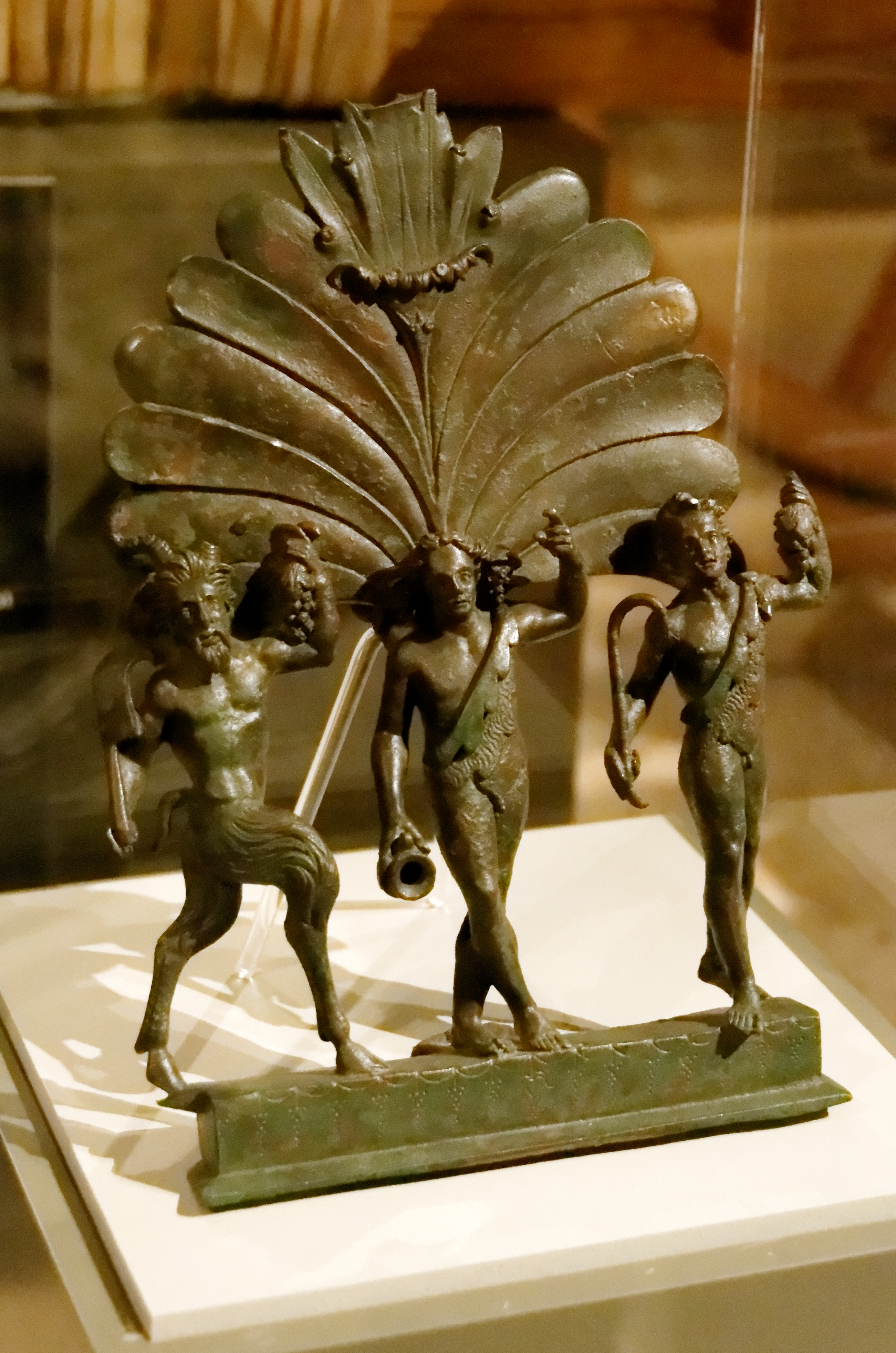
Bronzeornament einer römischen Kutsche, gefunden in Somodorpuszta
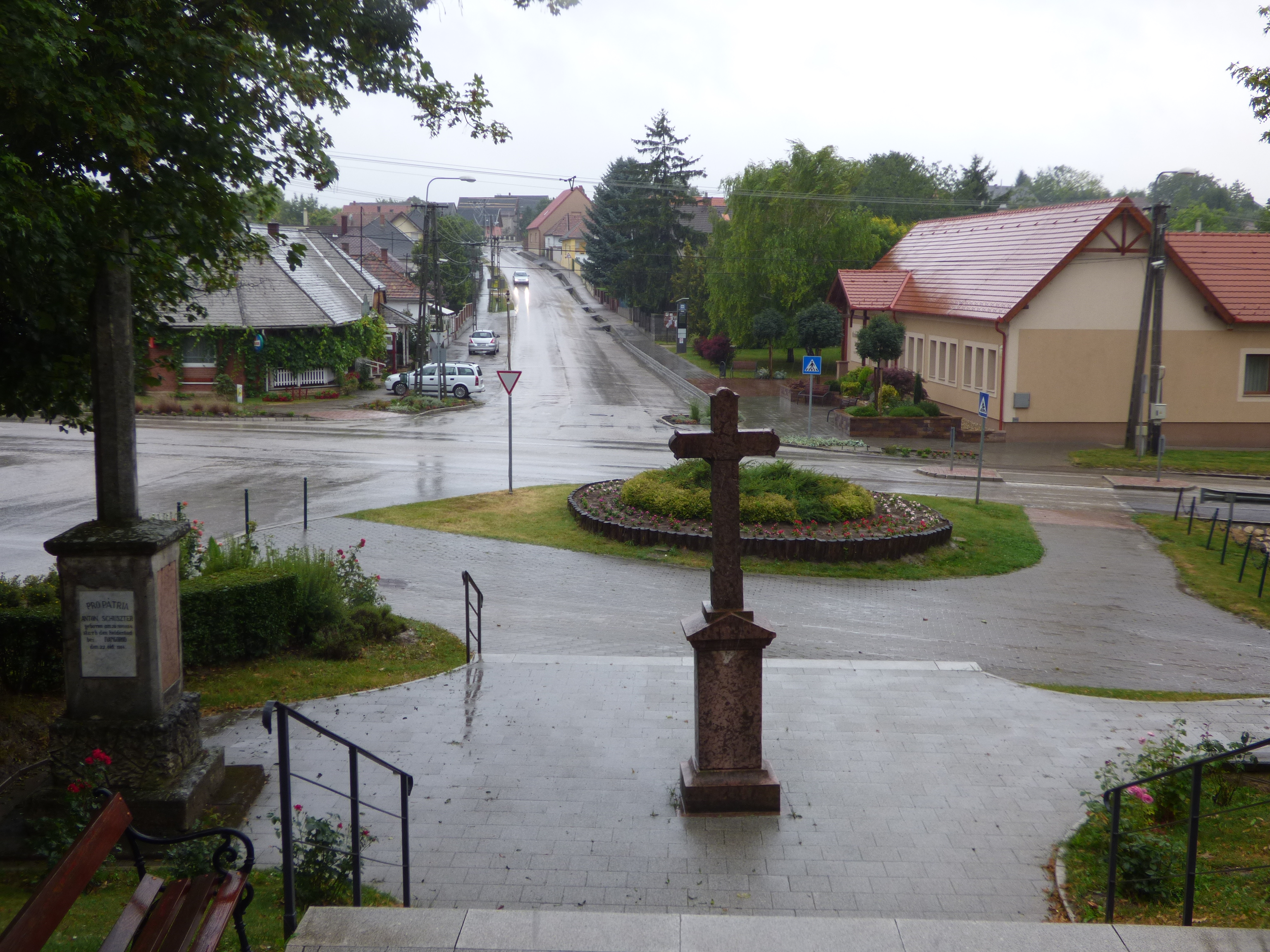
Ortsmitte, rechts das Gemeinschaftshaus
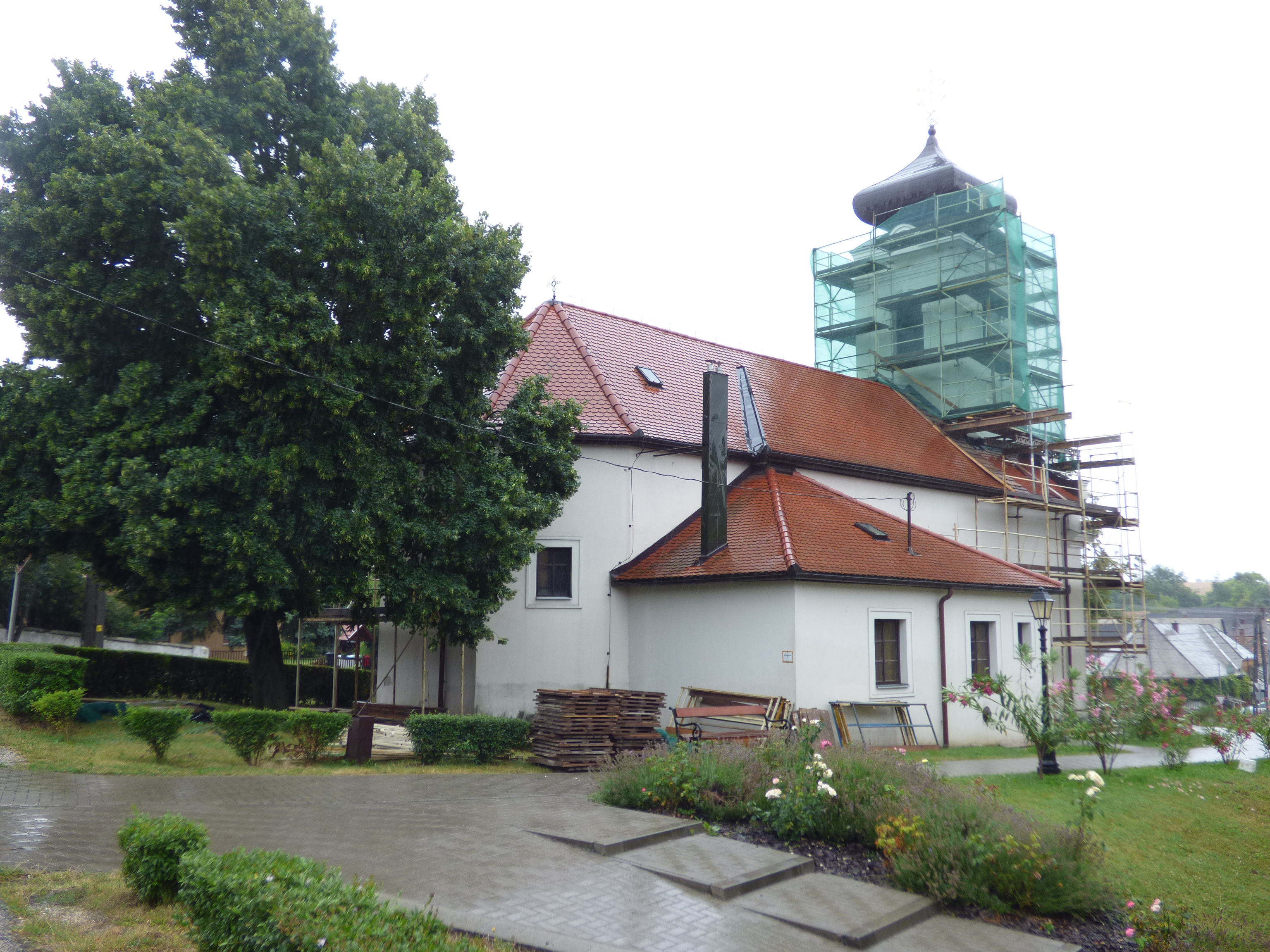
Röm.-kath. Kirche Szent Mihály
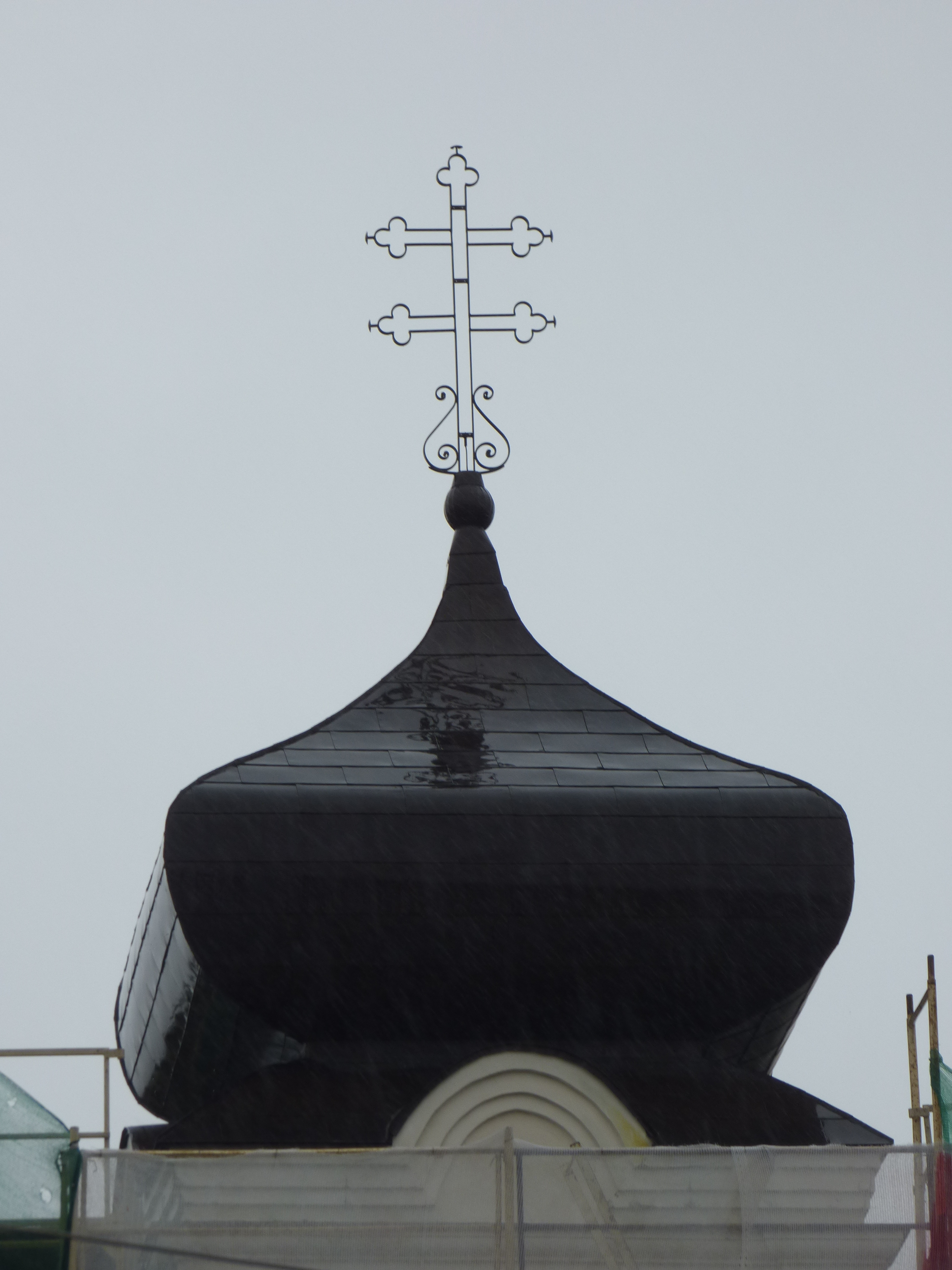
Kirchturmhaube
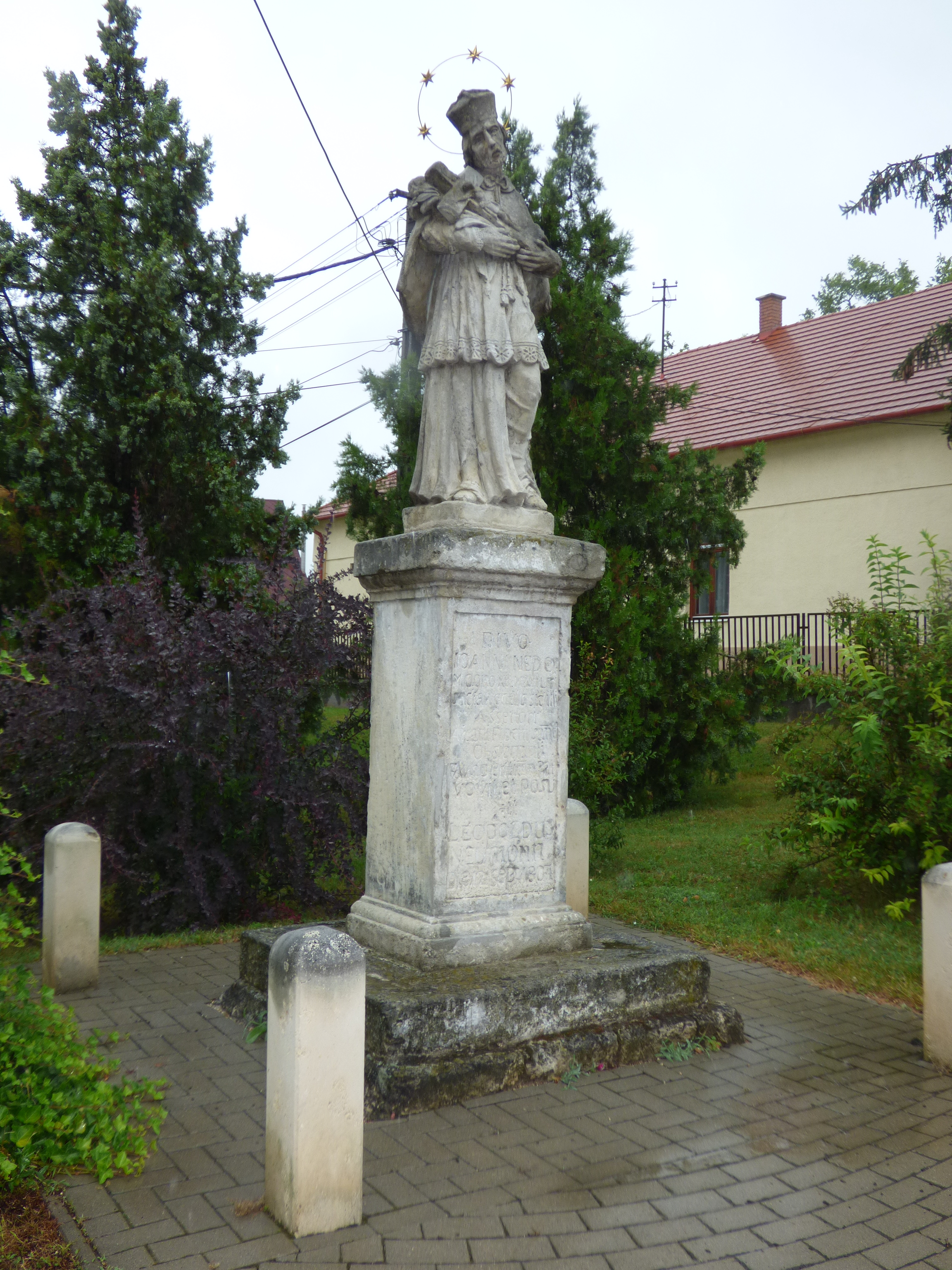
Nepomuki-Szent-János-Statue

## Verkehr
In Szomor treffen die Landstraßen Nr. 1105 und Nr. 1123 aufeinander, eine Nebenstraße führt in den Ortsteil Somodorpuszta. Der nächstgelegene Bahnhof befindet sich in Tatabánya.